# Saharefo
Saharefo is een plaats en gemeente in Madagaskar gelegen in het district Manakara van de regio Vatovavy-Fitovinany. Er woonden bij de volkstelling in 2001 ongeveer 12.000 mensen.
In de plaats is basisonderwijs onderwijs beschikbaar. 99,7% van de bevolking is landbouwer. Het belangrijkste gewas is rijst, maar er wordt ook bananen, koffie en cassave verbouwd. 0,3% van de bevolking is werkzaam in de dienstensector.